# Jakub Kvášovský
Jakub Kvášovský (* 22. září 1978, Dvůr Králové nad Labem) je česká televizní osobnost a učitel na základní škole ve Vrchlabí, známý především jako Kalkulátor ze soutěžního pořadu TV Nova Na lovu. Má vystudovanou Přírodovědeckou fakultu Univerzity Karlovy v Praze, a na základní škole vyučuje matematiku a zeměpis. Narodil se ve Dvoře Králové nad Labem, avšak žije v nedalekém Trutnově. Kvášovský má také partnerku a dvě děti, mladšího syna a starší dceru. Rád běhá orientační běhy.